# Parc Jean-Drapeau
Parc Jean-Drapeau (antes denominado Parc des Îles) é um parque situado na cidade de Montreal, Canadá.